# Humularia bifoliolata
Humularia bifoliolata är en ärtväxtart som först beskrevs av Marc Micheli, och fick sitt nu gällande namn av Paul Auguste Duvigneaud. Humularia bifoliolata ingår i släktet Humularia och familjen ärtväxter. Inga underarter finns listade i Catalogue of Life.